# Di qua, di là del Piave
Di qua, di là del Piave è un film del 1954 diretto da Guido Leoni.

## Trama
Film ad episodi:
1. "La Mariola"
2. "Angiolina, bella Angiolina"
3. "Il povero soldato"
4. "Di qua, di là del Piave"